# Diflubenzuron

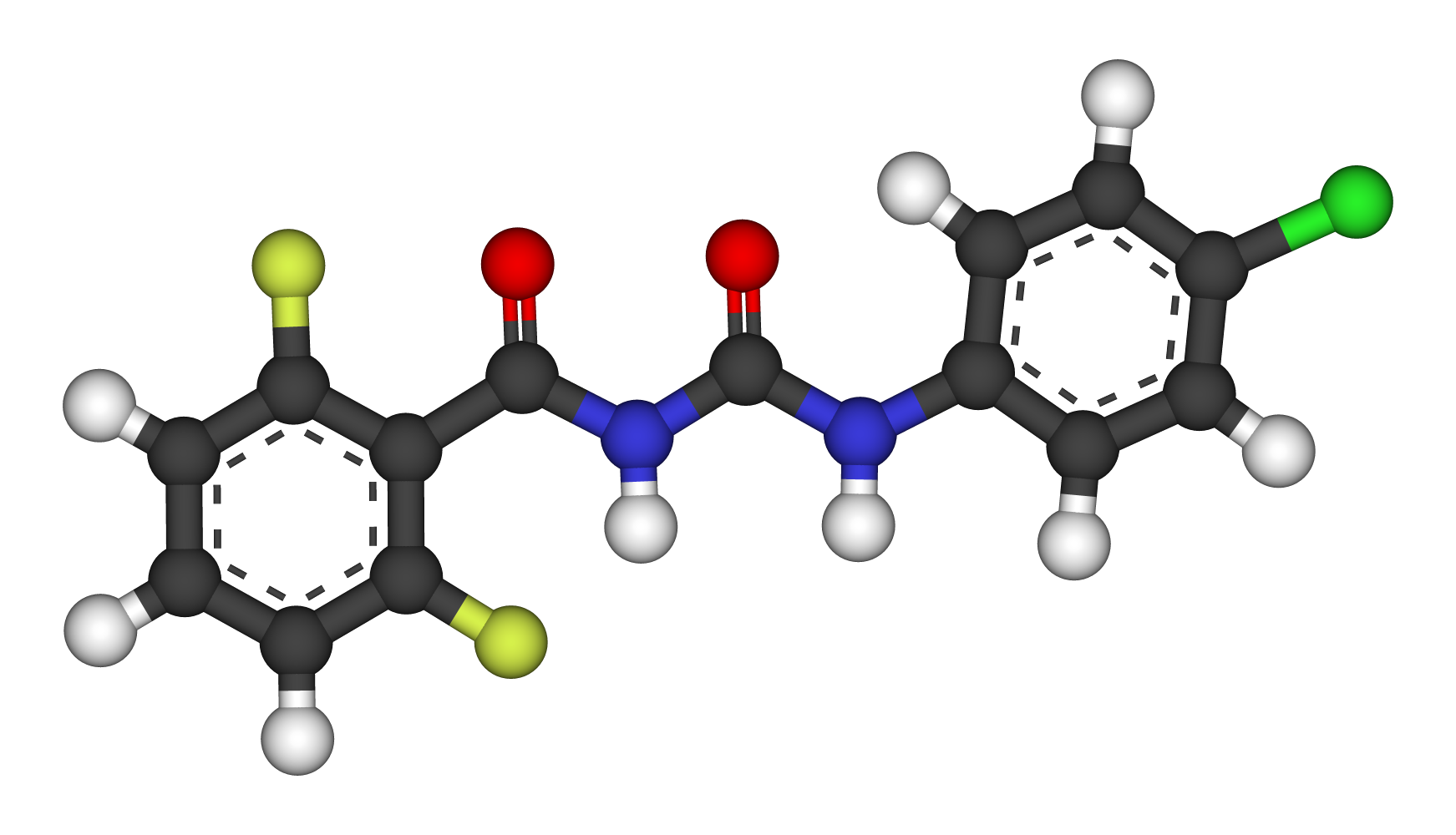
Formula química del Diflubenzuron C14H9ClF2N2O2

El diflubenzuron es un insecticida con actividad por ingestión y contacto. Interfiere con el metabolismo de la quitina en huevos, larvas y pupas impidiendo la eclosión y la muda respectivamente. Por su modo de acción, los resultados tardan unos días en manifestarse por lo que no se trata de un insecticida de choque. Es utilizado principalmente en el control fitosanitario de plagas causadas por orugas de lepidópteros.